# Convenção sobre Munições de Dispersão

Signatários da convenção (azul) e estados membros (roxo)

A Convenção sobre Munições de Dispersão é um tratado internacional que proíbe o uso, transferência e estoque de bombas de fragmentação (em inglês: cluster bomb ou cluster munition), um tipo de arma explosiva que espalha submunições sobre uma área. A convenção foi adotada em 30 de maio de 2008 em Dublin, e foi aberta para assinatura em 3 de dezembro de 2008 em Oslo. Ela entrou em vigor em 1 de agosto de 2010, seis meses após a sua ratificação por 30 estados. Até outubro de 2019, 108 estados já assinaram o tratado e 107 o ratificaram.
Países que ratificaram a convenção serão obrigados a "nunca e sob nenhuma circunstância":

(a) usar munições de dispersão;
(b) Desenvolver, produzir, adquirir, reter ou transferir, direta ou indiretamente, munições de dispersão;
(c) Assistir, encorajar ou induzir qualquer um em qualquer atividade proibida por um estado membro sob essa convenção.
O tratado permite certos tipos de armas com submunições que não têm efeitos indiscriminados sobre áreas ou possuem os mesmos riscos de explosão que as armas de fragmentação. Armas permitidas devem conter menos de 10 submunições, cada uma deve pesar mais de 4 kg e ter capacidade de detectar e se engajar em um único alvo, além de conter mecanismos eletrônicos para se autodestruir ou se auto desativar.
Armas que contêm munições que individualmente pesam ao menos 20 quilos também são excluídas.

## História
O impulso para o tratado, como o do Tratado de Ottawa de 1997 para limitar as minas terrestres, tem sido a preocupação com os graves danos e riscos para os civis de armas explosivas durante e muito depois dos ataques. Uma proporção variável de submunições dispersas por bombas de fragmentação não explode com o impacto e pode permanecer sem detonação por anos até ser perturbada. As munições, às vezes de cores vivas, não são camufladas, mas foram comparadas a brinquedos ou ovos de Páscoa, atraindo crianças para brincar. Ativistas de direitos humanos afirmam que uma em cada quatro vítimas resultantes de submunições que não explodem com o impacto são crianças, que muitas vezes pegam e brincam com as latas explosivas bem depois que o conflito terminou. A Guerra do Líbano de 2006 forneceu impulso para a campanha para banir as bombas de fragmentação. As Nações Unidas estimam que até 40% das bombas de fragmentação israelenses não explodiram com o impacto. A Noruega organizou o Processo de Oslo independente depois que as discussões no tradicional fórum de desarmamento em Genebra fracassaram em novembro de 2006.
 

O processo de proibição de bombas de fragmentação, também conhecido como Processo de Oslo, começou em fevereiro de 2007 em Oslo. Neste momento, 46 nações emitiram a "Declaração de Oslo", comprometendo-se a:
Concluir até 2008 um instrumento internacional juridicamente vinculativo que proíba o uso e o armazenamento de bombas de fragmentação que causem danos inaceitáveis a civis e garanta a prestação adequada de cuidados e reabilitação aos sobreviventes e a remoção de áreas contaminadas. 
O Processo de Oslo reuniu-se em Lima, em maio de 2007, e em Viena, em dezembro de 2007. Em fevereiro de 2008, 79 países adotaram a "Declaração de Wellington", estabelecendo os princípios a serem incluídos na convenção. 

### Adoção

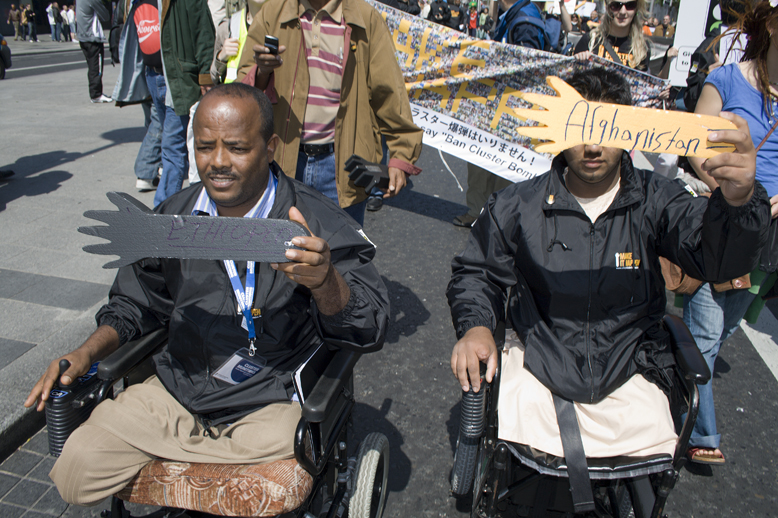
Defensores da proibição - grupo de indivíduos cujas vidas foram afetadas por bomba de fragmentação - do Afeganistão e da Etiópia se manifestam durante a conferência de Dublin de maio de 2008

Delegados de 107 nações concordaram com o rascunho final do tratado no final de uma reunião de dez dias realizada em maio de 2008 em Dublin, Irlanda. Seu texto foi formalmente adotado em 30 de maio de 2008 por 107 nações, incluindo 7 dos 14 países que usaram bombas de fragmentação e 17 dos 34 países que as produziram.
O tratado foi contestado por vários países que produzem ou armazenam quantidades significativas de bombas de fragmentação, incluindo China, Rússia, Estados Unidos, Índia, Israel, Paquistão e Brasil. Os EUA reconheceram preocupações humanitárias sobre o uso de bombas de fragmentação, mas insistiram que o local apropriado para uma discussão sobre bombas de fragmentação era o fórum anexado à Convenção sobre Certas Armas Convencionais, que inclui todas as grandes potências militares. Os EUA declararam ainda que o desenvolvimento e a introdução de bombas de fragmentação "inteligentes", onde cada submunição contém seu próprio sistema de direcionamento e orientação, bem como um mecanismo de autodestruição, significa que as munições problemáticas estão sendo removidas, em qualquer caso. Em 2006, Barack Obama votou para apoiar uma medida legislativa para limitar o uso das bombas, enquanto seu adversário nas eleições gerais, John McCain, e sua principal adversária, Hillary Clinton, votaram contra. Em 2008, o Pentágono se comprometeu a não usar nenhuma bomba de fragmentação com uma taxa de falha superior a 1% após 2018. No entanto, os EUA não impuseram uma proibição total.
O tratado permite certos tipos de armas com submunições que não têm os efeitos de área indiscriminados ou representam os mesmos riscos de munição não detonada que as armas proibidas. Estas devem conter no máximo nove submunições, e nenhuma submunição pode pesar menos de 4 quilogramas (8,8 lb). Cada submunição deve ter a capacidade de detectar e engajar um único objeto alvo e conter dispositivos eletrônicos de autodestruição e autodesativação. As armas que contenham submunições que pesem, cada uma, pelo menos 20 kg (44 lb) também estão excluídas.  A Austrália, que apoia o tratado, afirmou que a convenção não proíbe o projétil de artilharia SMArt 155 que comprou, que libera duas submunições autodestrutivas autoguiadas.
Em resposta ao lobby dos EUA, e também às preocupações levantadas por diplomatas da Austrália, Canadá, Japão, Reino Unido e outros, o tratado inclui uma disposição que permite que as nações signatárias cooperem militarmente com nações não signatárias. Esta disposição destina-se a fornecer proteções legais ao pessoal militar das nações signatárias envolvidas em operações militares com os EUA ou outras nações não signatárias que possam usar bombas de fragmentação. David Miliband, que foi secretário de Relações Exteriores da Grã-Bretanha sob o Partido Trabalhista, aprovou o uso de uma brecha para manobrar em torno da proibição que permite aos EUA manter as munições em território britânico.
Antes da reunião de Dublin, pensava-se que o Reino Unido fazia parte de um grupo de nações em um papel fundamental, pelo qual sua cooperação poderia fazer ou quebrar o tratado. Em uma reviravolta inesperada pouco antes do final da conferência, o primeiro-ministro Gordon Brown declarou que o Reino Unido retiraria todas as suas bombas de fragmentação de serviço. Isso foi feito apesar do intenso lobby nos bastidores dos EUA e objeções de funcionários do governo britânico que viram utilidade nas armas.
O CCM foi aberto para assinatura em uma cerimônia na Prefeitura de Oslo em 3-4 de dezembro de 2008. Ao final da cerimônia, 94 Estados assinaram o tratado, incluindo quatro (Irlanda, Santa Sé, Serra Leoa e Noruega) que também apresentaram seus instrumentos de ratificação. Entre os signatários estão 21 dos 27 Estados-membros da União Europeia e 18 dos 26 países da OTAN. Entre os signatários estavam vários estados afetados por bombas de fragmentação, incluindo Laos e Líbano.
Em novembro de 2008, antes da conferência de assinatura em Oslo, o Parlamento Europeu aprovou uma resolução apelando a todos os governos da União Europeia para que assinassem e ratificassem a convenção, uma vez que vários países da UE ainda não tinham declarado a sua intenção de o fazer. A Finlândia declarou que não assinaria, tendo acabado de assinar o Tratado de Ottawa e substituído seu arsenal de minas em grande parte por bombas de fragmentação.

### Entrada em vigor
De acordo com o artigo 17 do tratado, a convenção entrou em vigor "no primeiro dia do sexto mês após o mês em que o trigésimo instrumento de ratificação, aceitação, aprovação ou adesão tiver sido depositado".  Uma vez que a trigésima ratificação foi depositada em fevereiro de 2010, a convenção entrou em vigor em 1 de agosto de 2010; até então, 38 nações haviam ratificado o tratado.
Quando a convenção entrou em vigor, o secretário-geral da ONU, Ban Ki-moon, falou sobre "não apenas a repulsa coletiva do mundo a essas armas abomináveis, mas também o poder da colaboração entre governos, sociedade civil e as Nações Unidas para mudar atitudes e políticas sobre uma ameaça enfrentada por toda a humanidade".  Um porta-voz do Comitê Internacional da Cruz Vermelha disse: "Essas armas são uma relíquia da Guerra Fria. São um legado que tem de ser eliminado porque cada vez mais não vão funcionar". O Prêmio Nobel da Paz Jody Williams chamou a convenção de "a convenção de desarmamento e humanitária mais importante em mais de uma década".
Ativistas anti-munições de bombas de fragmentação elogiaram o rápido progresso feito na adoção da convenção e expressaram esperança de que mesmo os não signatários – como China, Coreia do Norte, Rússia e EUA – sejam desencorajados a usar as armas com a entrada em vigor da convenção. Como um dos países que não ratificaram o tratado, os Estados Unidos disseram que as bombas de fragmentação são uma forma legal de arma, e que elas tinham uma "clara utilidade militar em combate". Também disse que, em comparação com outros tipos de armas, as bombas de fragmentação são menos prejudiciais aos civis.
O artigo 11 exigia que a primeira reunião dos Estados Partes fosse realizada no prazo de 12 meses após a entrada em vigor. A primeira dessas reuniões realizou-se no Laos, em novembro de 2010. Há um presidente, atualmente embaixador suíço Félix Baumann.
Até à data, os Estados Unidos e a Rússia não assinaram esta convenção nem a Ucrânia. 
De acordo com o Cluster Munition Monitor 2022, a lista de 16 países que se recusam a assinar a convenção e que produzem munições cluster inclui Brasil, China, Egito, Grécia, Índia, Irã, Israel, Coreia do Norte, Paquistão, Polônia, Romênia, Rússia, Cingapura, Coreia do Sul, Turquia e Estados Unidos.

## Estados partes
Em abril de 2023, havia 112 estados signatários da convenção.
| Estado Parte             | Assinado               | Ratificado ou aderido  | Entrada em vigor       |
| ------------------------ | ---------------------- | ---------------------- | ---------------------- |
| Afeganistão              | 3 de Dezembro de 2008  | 9 Setembro 2011        | 1 Março 2012           |
| Albânia                  | 3 de Dezembro de 2008  | 16 Junho 2009          | 1 Agosto 2010          |
| Andorra                  |                        | 9 Abril 2013           | 1 Outubro 2013         |
| Antígua e Barbuda        | 16 Julho 2010          | 23 Agosto 2010         | 1 Fevereiro 2011       |
| Austrália                | 3 de Dezembro de 2008  | 8 Outubro 2012         | 1 Abril 2013           |
| Áustria                  | 3 de Dezembro de 2008  | 2 de Abril de 2009     | 1 Agosto 2010          |
| Bélgica                  | 3 de Dezembro de 2008  | 22 Dezembro 2009       | 1 Agosto 2010          |
| Belize                   |                        | 2 Setembro 2014        | 2 de setembro de 2014  |
| Benim                    | 3 de Dezembro de 2008  | 10 de julho de 2017    | 1 de janeiro de 2018   |
| Bolívia                  | 3 de Dezembro de 2008  | 30 Abril 2013          | 1 Outubro 2013         |
| Bósnia e Herzegovina     | 3 de Dezembro de 2008  | 7 Setembro 2010        | 1 Março 2011           |
| Botsuana                 | 3 de Dezembro de 2008  | 27 Junho 2011          | 1 Dezembro 2011        |
| Bulgária                 | 3 de Dezembro de 2008  | 6 Abril 2011           | 1 Outubro 2011         |
| Burquina Faso            | 3 de Dezembro de 2008  | 16 Fevereiro 2010      | 1 Agosto 2010          |
| Burundi                  | 3 de Dezembro de 2008  | 25 Setembro 2009       | 1 Agosto 2010          |
| Cabo Verde               | 3 de Dezembro de 2008  | 19 Outubro 2010        | 1 Abril 2011           |
| Camarões                 | 15 Dezembro 2009       | 12 Julho 2012          | 1 Janeiro 2013         |
| Canadá                   | 3 de Dezembro de 2008  | 16 Março 2015          | 1 Setembro 2015        |
| Chade                    | 3 de Dezembro de 2008  | 26 Março 2013          | 1 Setembro 2013        |
| Chile                    | 3 de Dezembro de 2008  | 16 Dezembro 2010       | 1 Junho 2011           |
| Colômbia                 | 3 de Dezembro de 2008  | 10 Setembro 2015       | 1 de março de 2016     |
| Comores                  | 3 de Dezembro de 2008  | 28 Julho 2010          | 1 Janeiro 2011         |
| República do Congo       | 3 de Dezembro de 2008  | 2 Setembro 2014        | 1 Março 2015           |
| Ilhas Cook               | 3 de Dezembro de 2008  | 23 Agosto 2011         | 1 Fevereiro 2012       |
| Costa Rica               | 3 de Dezembro de 2008  | 28 Abril 2011          | 1 Outubro 2011         |
| Costa do Marfim          | 4 de Dezembro de 2008  | 12 Março 2012          | 1 Setembro 2012        |
| Croácia                  | 3 de Dezembro de 2008  | 17 Agosto 2009         | 1 Agosto 2010          |
| Cuba                     |                        | 6 de abril de 2016     | 1 Outubro 2016         |
| República Tcheca         | 3 de Dezembro de 2008  | 22 Setembro 2011       | 1 Março 2012           |
| Dinamarca                | 3 de Dezembro de 2008  | 2 Fevereiro 2010       | 1 Agosto 2010          |
| República Dominicana     | 10 de Novembro de 2009 | 20 Dezembro 2011       | 1 Junho 2012           |
| Equador                  | 3 de Dezembro de 2008  | 11 Maio 2010           | 1 Novembro 2010        |
| El Salvador              | 3 de Dezembro de 2008  | 10 Janeiro 2011        | 1 Julho 2011           |
| Essuatíni                |                        | 16 Setembro 2011       | 1 Março 2012           |
| Fiji                     | 3 de Dezembro de 2008  | 28 Maio 2010           | 1 Novembro 2010        |
| França                   | 3 de Dezembro de 2008  | 25 Setembro 2009       | 1 Agosto 2010          |
| Gâmbia                   | 3 de Dezembro de 2008  | 11 de dezembro de 2018 | 1 de junho de 2019     |
| Alemanha                 | 3 de Dezembro de 2008  | 8 Julho 2009           | 1 Agosto 2010          |
| Gana                     | 3 de Dezembro de 2008  | 3 Fevereiro 2011       | 1 Agosto 2011          |
| Granada                  |                        | 29 Junho 2011          | 1 Dezembro 2011        |
| Guatemala                | 3 de Dezembro de 2008  | 3 Novembro 2010        | 1 Maio 2011            |
| Guiné                    | 3 de Dezembro de 2008  | 21 Outubro 2014        | 1 Abril 2015           |
| Guiné-Bissau             | 4 de Dezembro de 2008  | 29 Novembro 2010       | 1 Maio 2011            |
| Guiana                   |                        | 31 Outubro 2014        | 1 Abril 2015           |
| Santa Sé                 | 3 de Dezembro de 2008  | 3 de Dezembro de 2008  | 1 Agosto 2010          |
| Honduras                 | 3 de Dezembro de 2008  | 21 Março 2012          | 1 Setembro 2012        |
| Hungria                  | 3 de Dezembro de 2008  | 3 Julho 2012           | 1 Janeiro 2013         |
| Islândia                 | 12 de Novembro de 2009 | 31 de agosto de 2015   | 1 de fevereiro de 2016 |
| Iraque                   | 12 de Novembro de 2009 | 14 Maio 2013           | 1 Novembro 2013        |
| Irlanda                  | 3 de Dezembro de 2008  | 3 de Dezembro de 2008  | 1 Agosto 2010          |
| Itália                   | 3 de Dezembro de 2008  | 21 Setembro 2011       | 1 Março 2012           |
| Japão                    | 3 de Dezembro de 2008  | 14 Julho 2009          | 1 Agosto 2010          |
| Laos                     | 3 de Dezembro de 2008  | 18 de Março de 2009    | 1 Agosto 2010          |
| Líbano                   | 3 de Dezembro de 2008  | 5 Novembro 2010        | 1 Maio 2011            |
| Lesoto                   | 3 de Dezembro de 2008  | 28 Maio 2010           | 1 Novembro 2010        |
| Liechtenstein            | 3 de Dezembro de 2008  | 4 Março 2013           | 1 Setembro 2013        |
| Lituânia                 | 3 de Dezembro de 2008  | 24 Março 2011          | 24 de março de 2011    |
| Luxemburgo               | 3 de Dezembro de 2008  | 10 Julho 2009          | 1 Agosto 2010          |
| Macedônia do Norte       | 3 de Dezembro de 2008  | 8 Outubro 2009         | 1 Agosto 2010          |
| Madagáscar               | 3 de Dezembro de 2008  | 20 de maio de 2017     | 1 de novembro de 2017  |
| Malawi                   | 3 de Dezembro de 2008  | 7 Outubro 2009         | 1 Agosto 2010          |
| Maldivas                 |                        | 27 Setembro 2019       | 1 Março 2020           |
| Mali                     | 3 de Dezembro de 2008  | 30 Janeiro 2010        | 1 Agosto 2010          |
| Malta                    | 3 de Dezembro de 2008  | 24 Setembro 2009       | 1 Agosto 2010          |
| Mauritânia               | 19 Abril 2010          | 1 Fevereiro 2012       | 1 Agosto 2012          |
| Maurícia                 |                        | 1 Outubro 2015         | 1 de abril de 2016     |
| México                   | 3 de Dezembro de 2008  | 6 Maio 2009            | 1 Agosto 2010          |
| Moldávia                 | 3 de Dezembro de 2008  | 16 Fevereiro 2010      | 1 Agosto 2010          |
| Mónaco                   | 3 de Dezembro de 2008  | 21 Setembro 2010       | 1 Março 2011           |
| Montenegro               | 3 de Dezembro de 2008  | 25 Janeiro 2010        | 1 Agosto 2010          |
| Moçambique               | 3 de Dezembro de 2008  | 14 Março 2011          | 1 Setembro 2011        |
| Namíbia                  | 3 de Dezembro de 2008  | 31 de agosto de 2018   | 1 de fevereiro de 2019 |
| Nauru                    | 3 de Dezembro de 2008  | 4 Fevereiro 2013       | 1 Agosto 2013          |
| Países Baixos            | 3 de Dezembro de 2008  | 23 Fevereiro 2011      | 1 Agosto 2011          |
| Nova Zelândia            | 3 de Dezembro de 2008  | 22 Dezembro 2009       | 1 Agosto 2010          |
| Nicarágua                | 3 de Dezembro de 2008  | 2 de Novembro de 2009  | 1 Agosto 2010          |
| Nigéria                  | 12 Junho 2009          | 28 Fevereiro 2023      | 1 Agosto 2023          |
| Niue                     |                        | 6 Agosto 2020          | 1 Fevereiro 2021       |
| Níger                    | 3 de Dezembro de 2008  | 2 Junho 2009           | 1 Agosto 2010          |
| Noruega                  | 3 de Dezembro de 2008  | 3 de Dezembro de 2008  | 3 de Dezembro de 2008  |
| Palau                    | 3 de Dezembro de 2008  | 19 Abril 2016          | 1 Outubro 2016         |
| Estado da Palestina      |                        | 2 Janeiro 2015         | 1 Julho 2015           |
| Panamá                   | 3 de Dezembro de 2008  | 29 Novembro 2010       | 1 Maio 2011            |
| Paraguai                 | 3 de Dezembro de 2008  | 12 Março 2015          | 1 Setembro 2015        |
| Peru                     | 3 de Dezembro de 2008  | 26 Setembro 2012       | 1 Março 2013           |
| Filipinas                | 3 de Dezembro de 2008  | 3 de janeiro de 2019   | 3 de julho de 2019     |
| Portugal                 | 3 de Dezembro de 2008  | 9 Março 2011           | 1 Setembro 2011        |
| Ruanda                   | 3 de Dezembro de 2008  | 25 de agosto de 2015   | 1 de fevereiro de 2016 |
| São Cristóvão e Névis    |                        | 13 Setembro 2013       | 1 Março 2014           |
| Santa Lúcia              |                        | 15 Setembro 2020       | 1 de março de 2021     |
| São Vicente e Granadinas | 23 Setembro 2009       | 29 Outubro 2010        | 1 Abril 2011           |
| Samoa                    | 3 de Dezembro de 2008  | 28 Abril 2010          | 1 Outubro 2010         |
| San Marino               | 3 de Dezembro de 2008  | 10 Julho 2009          | 1 Agosto 2010          |
| São Tomé e Príncipe      | 3 de Dezembro de 2008  | 27 Janeiro 2020        | 1 Julho 2020           |
| Senegal                  | 3 de Dezembro de 2008  | 3 Agosto 2011          | 1 Fevereiro 2012       |
| Seicheles                | 13 Abril 2010          | 20 Maio 2010           | 1 Novembro 2010        |
| Serra Leoa               | 3 de Dezembro de 2008  | 3 de Dezembro de 2008  | 1 Agosto 2010          |
| Eslováquia               |                        | 24 Julho 2015          | 1 Janeiro 2016         |
| Eslovênia                | 3 de Dezembro de 2008  | 19 Agosto 2009         | 1 Agosto 2010          |
| Somália                  | 3 de Dezembro de 2008  | 30 Setembro 2015       | 1 de março de 2016     |
| África do Sul            | 3 de Dezembro de 2008  | 28 Maio 2015           | 1 Novembro 2015        |
| Sudão do Sul             |                        | 3 Agosto 2023          | 3 Agosto 2023          |
| Espanha                  | 3 de Dezembro de 2008  | 17 Junho 2009          | 1 Agosto 2010          |
| Sri Lanka                |                        | 1 de março de 2018     | 1 de setembro de 2018  |
| Suécia                   | 3 de Dezembro de 2008  | 23 Abril 2012          | 1 Outubro 2012         |
| Suíça                    | 3 de Dezembro de 2008  | 17 Julho 2012          | 17 de julho de 2012    |
| Togo                     | 3 de Dezembro de 2008  | 22 Junho 2012          | 1 Dezembro 2012        |
| Trinidad e Tobago        |                        | 21 Setembro 2011       | 1 Março 2012           |
| Tunísia                  | 12 de Janeiro de 2009  | 28 Setembro 2010       | 1 Março 2011           |
| Reino Unido              | 3 de Dezembro de 2008  | 4 Maio 2010            | 1 Novembro 2010        |
| Uruguai                  | 3 de Dezembro de 2008  | 24 Setembro 2009       | 1 Agosto 2010          |
| Zâmbia                   | 3 de Dezembro de 2008  | 12 Agosto 2009         | 1 Agosto 2010          |

Observações:
1. A convenção não se aplica às Ilhas Faroé
2. A convenção não se aplica a Aruba ou São Martinho
3. A convenção não se aplica a Tokelau

Outros 12 estados assinaram, mas não ratificaram a convenção.
| Estado                         | Assinado              |
| ------------------------------ | --------------------- |
| Angola                         | 3 de Dezembro de 2008 |
| República Centro-Africana      | 3 de Dezembro de 2008 |
| Chipre                         | 23 Setembro 2009      |
| República Democrática do Congo | 18 de Março de 2009   |
| Djibuti                        | 30 Julho 2010         |
| Haiti                          | 28 Outubro 2009       |
| Indonésia                      | 3 de Dezembro de 2008 |
| Jamaica                        | 12 Junho 2009         |
| Quênia                         | 3 de Dezembro de 2008 |
| Libéria                        | 3 de Dezembro de 2008 |
| Tanzânia                       | 3 de Dezembro de 2008 |
| Uganda                         | 3 de Dezembro de 2008 |

### Oficial
- clusterconvention.org – site oficial
  - Text of the treaty
- Signatures and ratifications (tratados das Nações Unidas)
- Dublin Diplomatic Conference website

### Organizações não governamentais
- Cluster munitions, ICRC
- Cluster Munition Coalition
- Ban Advocates – vozes das comunidades afetadas
- People's Treaty – petição de apoio à Convenção
- MAG (Mines Advisory Group) Arquivado em 20 julho 2014 no Wayback Machine